# Шибуева, Александра Ивановна
Александра Ивановна Шибуева (1884—1960) — советская актриса театра, Заслуженная артистка Карело-Финской ССР (1943), Народная артистка Карело-Финской ССР (1948).

## Биография
Родилась 25.04.1884 в городе Юрьевце Костромской губернии в семье рабочего винокуренного завода.
Окончила театральную школу.
Театральную деятельность начала в 1901 г. в городе Сумы.
Работала в театрах Киева, Баку, Омска, Саратова, Самары, Оренбурга, Кишинёва, Нижнего Новгорода, Москвы, театрах политотделов 5-й и 16-й армий.
С 1931 г. с мужем артистом П. Н. Чаплыгиным работала в Театре русской драмы в Петрозаводске, став одной из её ведущих актрис
В годы Великой Отечественной войны в составе театральных групп выступала перед красноармейцами на Карельском фронте и на Дальнем Востоке.
Избиралась депутатом Верховного Совета Карело-Финской ССР III-го созыва (1951—1955)
Ушла со сцены в 1954 г.
Умерла 26.06.1960. Похоронена на Сулажгорском кладбище.

## Основные роли
- Кабаниха (А. Островский «Гроза»)
- Васса (М. Горький «Васса Железнова»)
- Мать Платона (А. Корнейчук «Платон Кречет»)
- Марфа Тимофеевна (И. Тургенев «Дворянское гнездо»)
- карелка Анна Паухи (Д. Щеглов «Девичье озеро»)
- Василиса Мелентьева (А. Островский"Василиса Мелентьева"),
- Клара (А. Афиногенов «Страх»)
- Мария Стюарт (Ф. Шиллер «Мария Стюарт»)
- Леди Мильфорд (Ф. Шиллер "Коварство и любовь),
- Марьица (Д. Аверкиев «Каширская старина»),
- Оль-Оль (Л. Андреев "Дни нашей жизни),
- Магда (Г. Зудерман «Родина»)
- Наташа, Настя и Василиса (М. Горький «На дне»).
- Гурмыжская (А. Островский «Лес»),
- Барабошева (А. Островский «Правда — хорошо, а счастье лучше»),
- Кручинина (А. Островский «Без вины виноватые»)
- Кукушкина (А. Островский «Доходное место»)
- Мелания («Егор Булычёв и другие»),
- Софья (М. Горький «Последние»
- Скутаревская (Л. Леонов «Скутаревский»),
- Татьяна Марковна Бережкова (И. Гончаров «Обрыв»),
- Марина (А. Чехов «Дядя Ваня»).